# Bas-en-Basset
Bas-en-Basset is een gemeente in het Franse departement Haute-Loire (regio Auvergne-Rhône-Alpes). De gemeente telde 4.631 inwoners op 1 januari 2022. De plaats maakt deel uit van het arrondissement Yssingeaux.
Uit archeologische vondsten blijkt dat de plaats al bewoond werd in de Gallo-Romeinse periode. De plaats kreeg later een haven van waaruit vlotten met boomstammen stroomafwaarts werden vervoerd over de Loire.

## Geografie
De oppervlakte van Bas-en-Basset bedroeg op 1 januari 2022 46,76 vierkante kilometer; de bevolkingsdichtheid was toen 99 inwoners per km². De Loire stroomt door de gemeente.
De onderstaande kaart toont de ligging van Bas-en-Basset met de belangrijkste infrastructuur en aangrenzende gemeenten.

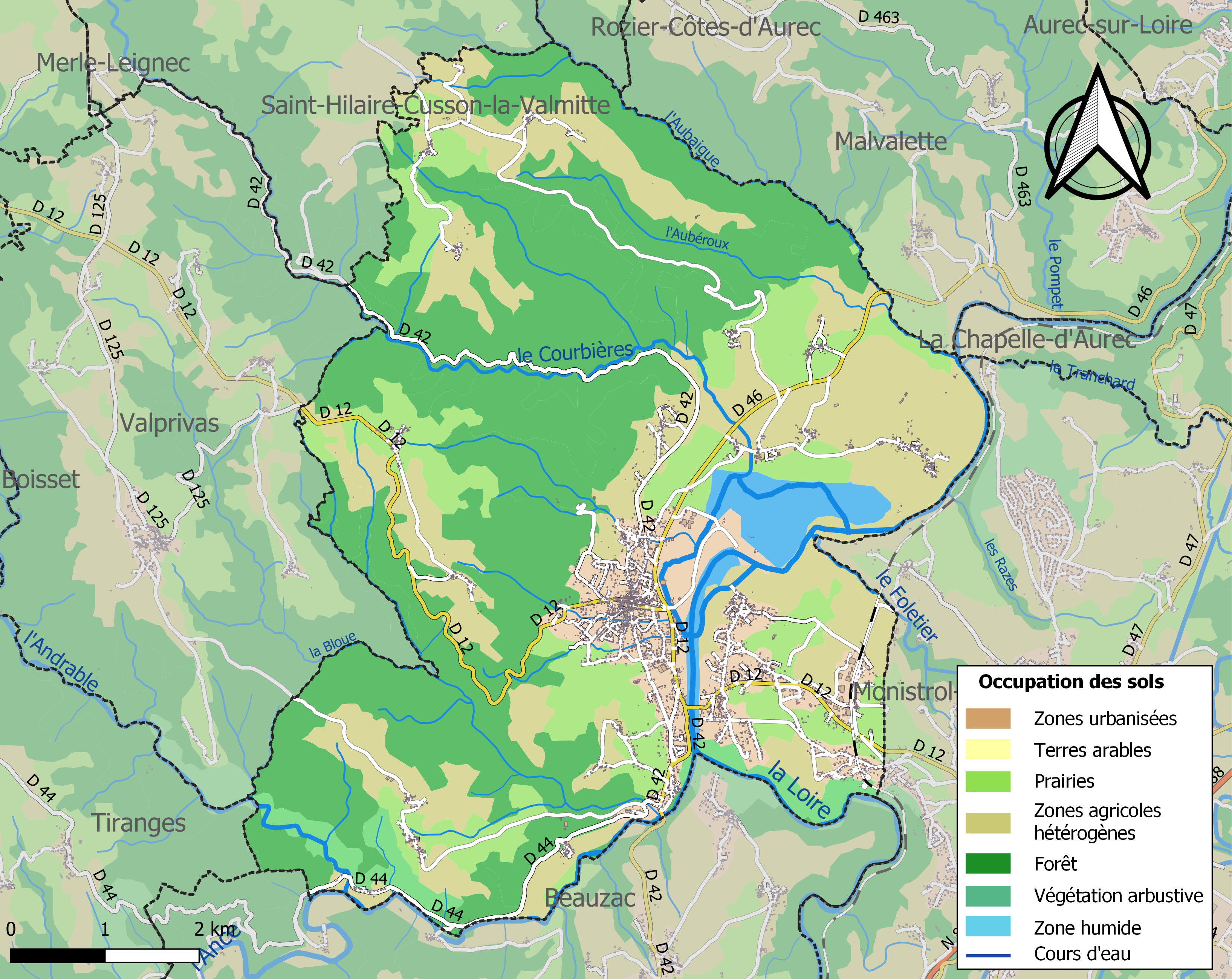

## Demografie
Onderstaande figuur toont het verloop van het inwonertal (bron: INSEE-tellingen).